# Gutsbezirk Salbke-Kreuzhorst
Der Gutsbezirk Salbke-Kreuzhorst war ein selbständiger Gutsbezirk in der preußischen Provinz Sachsen.
Er lag südlich von Magdeburg und umfasste beiderseits der Elbe Gebiete im Bereich der heutigen Magdeburger Stadtteile Salbke und Kreuzhorst. Historisch war der Gutsbezirk aus dem Klostergut Salbke hervorgegangen. Seine Benennung lautete Gutsbezirk Salbke. 1895 lebten im zum Landkreis Wanzleben gehörenden Gutsbezirk 58 Einwohner. Zum 1. April 1903 wurde der westlich der Elbe, in der Ortslage von Salbke gelegene Teil in die Gemeinde Salbke eingemeindet. Der östliche Teil, das Waldgebiet Kreuzhorst, blieb jedoch weiterhin als Gutsbezirk Salbke erhalten. Für 1905 wird der Gutsbezirk als unbewohnt geführt. Zum 1. Juli 1909 erfolgte eine Umgliederung des Gutsbezirks. Er wurde aus dem Kreis Wanzleben aus- und in den Landkreis Jerichow I eingegliedert. Zugleich wurde der Bezirk in Gutsbezirk Salbke-Kreuzhorst umbenannt. Zum 1. Dezember 1928 wurde der Gutsbezirk aufgelöst und in die Stadt Magdeburg eingemeindet.